# Lipiny (gromada w powiecie lubińskim)
Lipiny – dawna gromada, czyli najmniejsza jednostka podziału terytorialnego Polskiej Rzeczypospolitej Ludowej w latach 1954–1972.
Gromady, z gromadzkimi radami narodowymi (GRN) jako organami władzy najniższego stopnia na wsi, funkcjonowały od reformy reorganizującej administrację wiejską przeprowadzonej jesienią 1954 do momentu ich zniesienia z dniem 1 stycznia 1973, tym samym wypierając organizację gminną w latach 1954–1972.
Gromadę Lipiny z siedzibą GRN w Lipinach (obecnie w granicach wsi Raszówki) utworzono 1 lipca 1968 w powiecie lubińskim w woj. wrocławskim z obszarów zniesionych gromad: Zimna Woda i Miłoradzice oraz z wsi Pieszków ze znoszonej gromady Niemstów w tymże powiecie. Dla gromady ustalono 27 członków gromadzkiej rady narodowej.
Gromada przetrwała do końca 1972 roku, czyli do kolejnej reformy gminnej.